# Источни бисер
„Источни бисер” је збирка поезије чувеног српског песника Јована Јовановића Змаја, објављена у Новом Саду 1861. године. Овом књигом, Змај је дао значајан допринос препеву поезије источњачких песника на српски језик.

## О књизи
Занесен источњачком поезијом, Јован Јовановић Змај (1833-1904) је у Новом Саду 1861. објавио збирку “Источни бисер” коју чине његови препеви разних источних песника, пре свега персијских, турских, татарских и арапских. Друго издање објављено је 1920. у Сарајеву. Змај је препевавао са немачког језика, служећи се највише преводима немачког песника Фридриха Мартина фон Боденштета (1819-1892) који је својевремено био један од најомиљенијих страних поета у нас. Са највише песама у овој књизи су заступљени Шемсудин Мухамед Ширази (1310-1337) и Мирза Шафи Вазех (1794-1852). Родом из Персије, данашњег Ирана, Хафиз је био на позицији дворског песника за кога су везане бројне легенде, а приписиване су му и чудотворне моћи. Био је изузетно цењен а његов утицај проширио се и на западне песнике као што је Гете. Најчувеније му је дело “Диван”, збирка која садржи између 573 и 994 стиха. Његова поезија одражава мистична осећања и обилује симболима као што су ружа, вино, славуј и крчма. Нјегов гроб и маузолеј налазе се у Ширазу у Ирану. 
Осим Хафиза, у збирци је представљен и Мирза Шафи. Азербејџанац по рођењу, Вазех је наставио традицију класичне поезије која се неговала у његовој земљи од 14. века. Његове песме су у 19. веку преведене и објављене готово у свим деловима Европе, али су у Азербејџану велику пажњу привукле тек почетком прошлог века. Нјегова поезија велича радост живота, мудрост и људску доброту.
Змај је препевао и Омара Хајама (1048-1122) једног од највећих персијских лиричара, који је стекао светску славу по лирским песмама рубаијима. Остало је забележено да је радио на реформи календара и да је много пре Коперника предложио теорију хелиоцентричности. Међу “источним бисерима” су и стихови Адни Махмуда паше Анђелковића (1420-1473?) песника и мецене родом из Цариграда а пореклом из Србије. Он је био велики везир на двору султана Мехмеда II Освајача и сматра се првим песником српског народа који се јавља у источној литератури. Уживао је велики углед али је после Мехмедове смрти, захваљујући дворским сплеткама био заточен и погубљен. Многи песници писали су му касније хвалоспеве а и данас у Истанбулу постоје вакуфи или задужбине које је основао.
Збирка „Источни бисер“ доживела је и треће издање 2011. године и то поводом 150 година од првог издања ове књиге. Циљ овог новог издања јесте, пре свега, да се књига отргне од заборава и да се презентира младим генерацијама које су расле уз Змајеву поезију, а које, вероватно, нису имале прилике да се упознају и са преведеном поезијом источњачких песника односно Змајевим, може се рећи, успешним препевима.
У кратком предговору књиге Змај је 15. фебруара 1860. записао: 
Ово делце писајући несам ни мислео на строге критичаре, испитатеље повестнице литературе, нит’ је овде источна поезија систематично представљена скупа са својим сјајним точкама, периодима, у свом развитку и опадању, већ ја хтедох само читаоцима, који читајући забаве и увесељења траже, и који просту и лако бачену лепоту наћи и уживати знају, хтедох њима такву књижицу дати, која ће их, мислим, утолико и задовољити.